# Школа № 1574
ГБОУ Школа № 1574 (подразделение № 2) (ранее — Гимназия Креймана, Школа № 25, Школа № 175) — школа в Тверском районе Москвы, занимающая здание гимназии Креймана, построенное архитектором Николаем Львовичем Шевяковым в 1905 году. Здесь учились дети известных политических деятелей, дипломатов, учёных, актёров. В настоящее время подразделением Школы № 1574.

## История школы

### Гимназия Креймана
Открытая в 1858 году гимназия Креймана, первоначально (до 1904 года) располагалась на Петровке, пока не переехала в специально для неё построенное здание в Старопименовском переулке — архитектором Николаем Львовичем Шевяковым было возведено трёхэтажное кирпичное здание в классицистическом стиле с полукруглым балконом на втором этаже в 1904—1905 годах на средства Общества выпускников гимназии Креймана.
После революции частная гимназия была, как и все остальные помещения и организации со всем их имуществом, национализирована новой властью.

### Общеобразовательная школа
В 1931—1937 годах носила название 25-й образцовой школы. В 25-й школе обучались родственники известных политических деятелей, дипломатов, учёных, актёров, глав компартий: дети Сталина, Светлана и Василий, одноклассник Василия Сталина и будущий супруг Светланы Аллилуевой Г. И. Морозов, внучки Максима Горького (Марфа и Дарья), С. Л. Берия-Гегечкори, Светлана Молотова (дочь В. М. Молотова), дочь В. В. Куйбышева, дети Н. А. Булганина, А. И. Микояна, А. Н. Туполева (Алексей Туполев), Владимир Шахурин (сын наркома авиационной промышленности А. И. Шахурина), Коля Луначарский (племянник А. В. Луначарского), дочь маршала С.М. Буденного Нина и многих других.
Среди выпускников школы того времени было немало людей, связавших свою жизнь с наукой и культурой: например, историки Даниил Проэктор и Александр Некрич, гидролог Борис Гинзбург, математик Лев Овсянников, филолог-классик Виктор Ярхо, писатель Борис Заходер, писательница Юдифь Капусто, правозащитница Дина Каминская.
Директором школы была в то время Нина Иосафовна Гроза, завуч Алексей Семёнович Толстов, помощник завуча Лидия Петровна Мельникова.
Официальным шефом школы была газета «Известия», школьники встречались с Николаем Бухариным — в то время главным редактором газеты. На школьные вечера приглашались известные артисты, в частности, неоднократно выступала оперная певица Валерия Барсова, а благодаря Василию Сталину ходили на экскурсию в закрытый тогда для свободного посещения Кремль.
В 1937 году в результате постановления Совнаркома о нецелесообразности существования образцовых школ получила номер 175. Директором школы стала завуч начальных классов О. Леонова, индивидуально занимавшаяся с В. Сталиным.
Зимой 1941 года в ходе авиационного налёта в школу угодила немецкая бомба, и завалы здания ученики вместе с учителями разбирали своими силами несколько дней.
В 1943 году в СССР было введено раздельное образование для мальчиков и девочек; 175 школа стала обучать девочек и оставалась женской до 1954 года. В эти же годы здание школы было надстроено, и оно стало пятиэтажным, облицованным штукатуркой. В 1968 году во дворе 175 школы был открыт памятник ученикам школ Свердловского района, погибшим в Великой Отечественной войне (скульптор В. Б. Шелов).
В 1986 году в 175 школе проходили съёмки эпизодов фильма Юрия Кары «Завтра была война» по известнейшей повести Бориса Васильева.
В 2008 году обрела статус Центра образования. В 2010 году появился первый класс с «кадетским» уклоном (5 «А»). На данный момент в школе существует семь кадетских классов ФСО России. В 2019 году прошёл третий выпуск кадетов.
В настоящее время школа является вторым по номеру подразделением ГБОУ Школа № 1574.
В 2013 году в вышедшем фильме «Сын отца народов» присутствует сцена с приездом Сталина в Школу № 25, но, как предполагается, она была снята в другой школе.
Здание пятиэтажное, есть две лестницы и одна парадная, охватывающая лишь 1—2 этажи. Во дворе имеется детская площадка, за зданием располагается футбольное поле. В память о погибших на стене школы имеется мемориальная доска, во дворе стоит пушка.
Из статьи "Поступок, недостойный советского учителя. Под вывеской "образцовой"
"... Чтобы заставить всех верить, что их школа "образцовая", и скрыть свою плохую работу, руководители школы решили, обманув государство, поставить всем ученикам на испытаниях только хорошие отметки. ...

Эти недопустимые для советской школы факты выявила Комиссия партийного контроля при ЦК ВКП (б). За допущенные злоупотребления в оценке знаний учащихся Комиссия партийного контроля объявила директору 25-й школы товарищу Гроза, члену ВКП(б) с 1918 года, строгий выговор с предупреждением. ... " 